# Kerstdorp

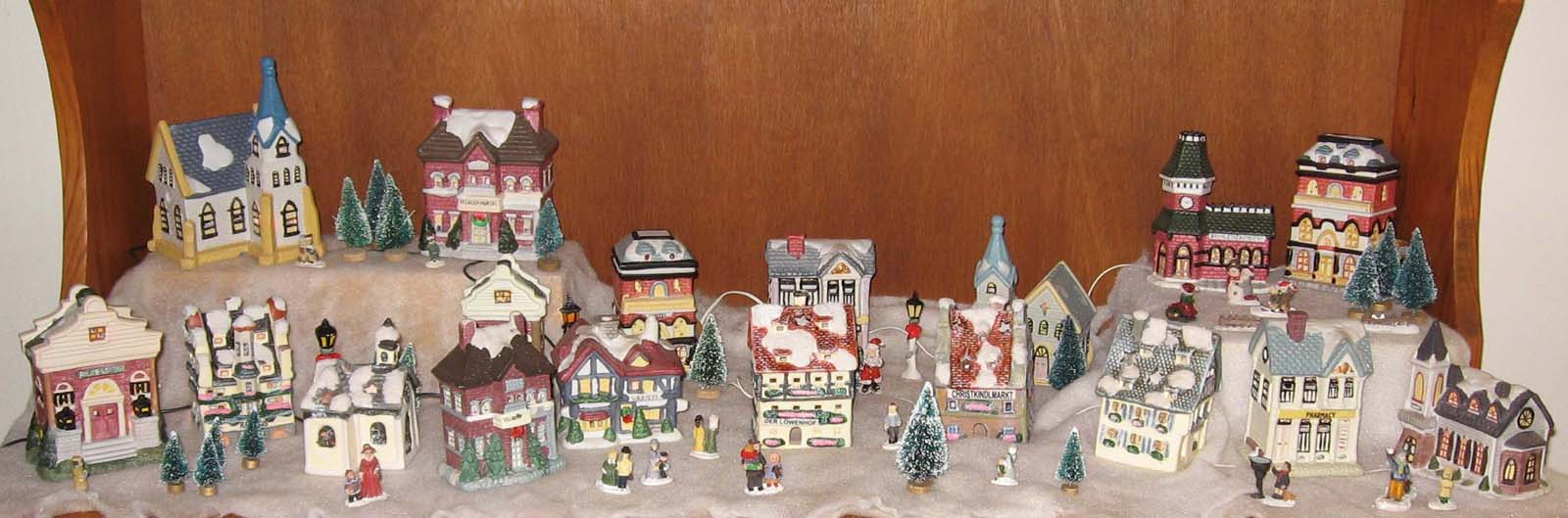
Kerstdorpje

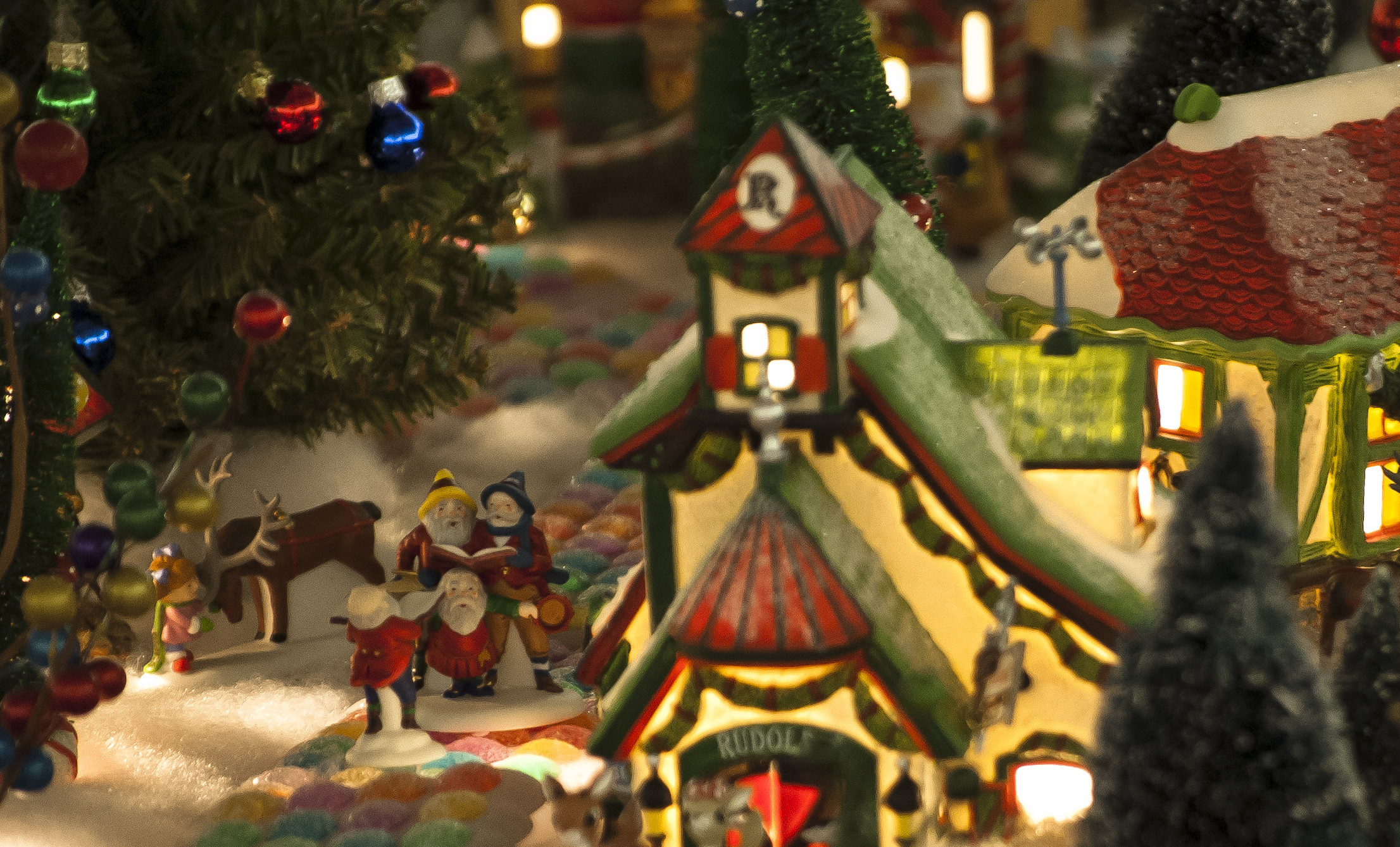
Carolers (het kerstgebruik waarbij een groep mensen die kerstliederen zingt en langs de huizen gaat) in een kerstdorp is een veelvoorkomende kerstversiering

Een kerstdorp is een landschap van verzamelbare miniatuurhuisjes (1:56) als decoratie rond de kerst.
De huisjes zijn meestal van porselein, polystone of aardewerk en kunnen van binnenuit worden verlicht. Er zijn ook huisjes met mini-led-lichtjes aan de buitenkant. Verder wordt het dorp aangevuld met bomen, straatlantarens, dieren, landschapselementen en figuren (poppetjes).
Het dorp wordt geplaatst op kunstsneeuw of een (zelfgemaakt) landschap.
Mooi ingerichte dorpen zijn vooral te vinden in de winkels die deze producten verkopen. Vooral tuincentra en seizoensgebonden winkels stellen deze op, vaak ook met bergen of bossen. Ook staan ze vaak op Kerstmarkten.
Het kerstdorp is van oorsprong Amerikaans, maar wordt steeds populairder in België en Nederland. In tegenstelling tot de Verenigde Staten wordt hier het kerstdorp meestal niet geplaatst onder de kerstboom, maar op een speciaal voor het kerstdorp ingerichte tafel of kast. In tegenstelling tot een modeltreinenopstelling wordt na het seizoen alles weer afgebroken en opgeslagen.